# Hydriomena ruberata
Hydriomena ruberata là một loài bướm đêm thuộc họ Geometridae. Nó được tìm thấy ở Ireland và Đảo Anh phía đông đến tây bắc Nga, và phía nam up to Anpơ. Nó cũng hiện diện ở Bắc Mỹ.
Sải cánh dài 29–37 mm. Có một lứa một năm, con trưởng thành bay từ giữa tháng 5 đến tháng 7.
Ấu trùng ăn các loài Salix (bao gồm Salix phylicifolia và Salix aurita). Ấu trùng can be có ở tháng 6 đến tháng 9. Nó qua mùa đông dưới dạng nhộng.

## Hình ảnh

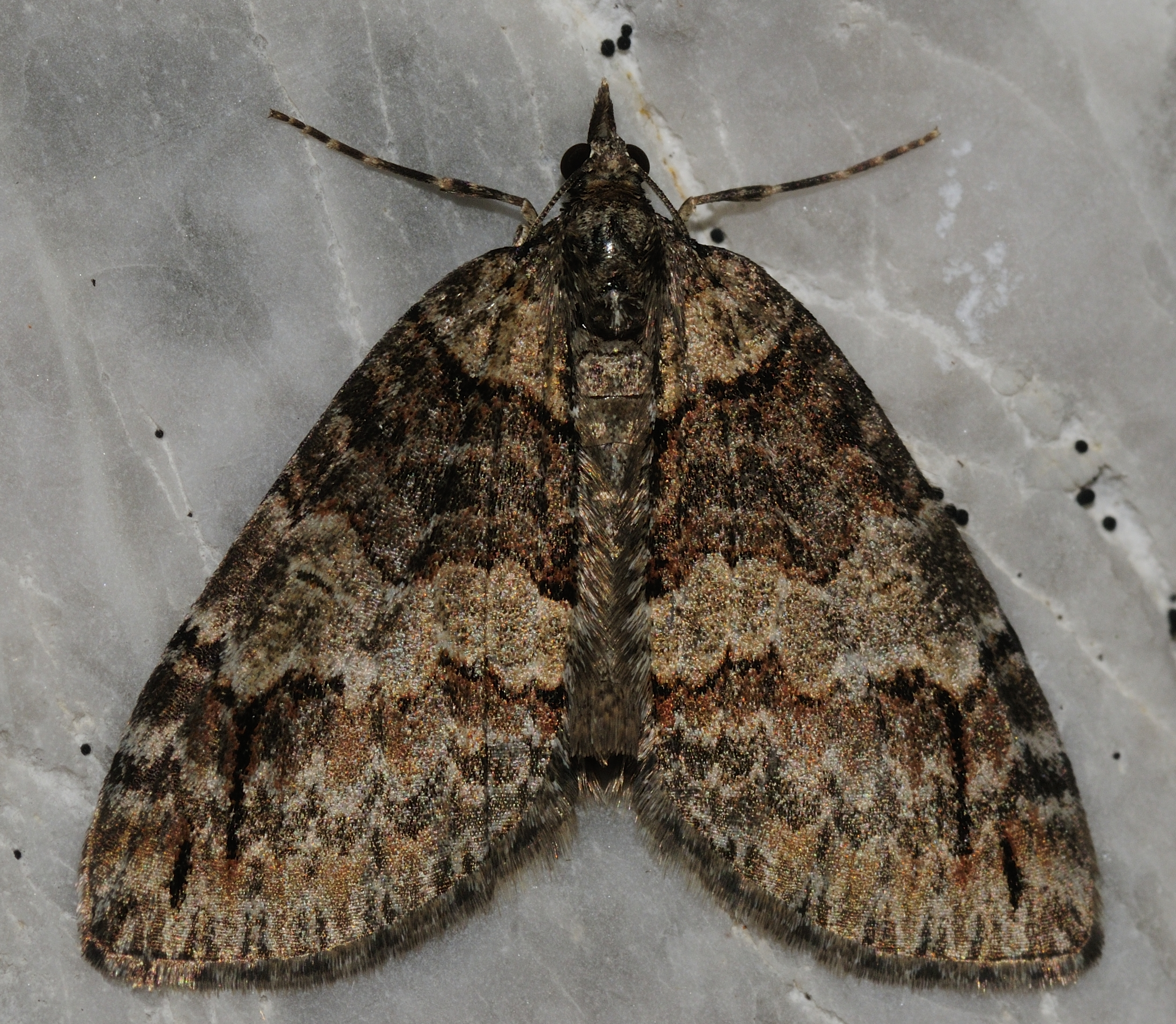
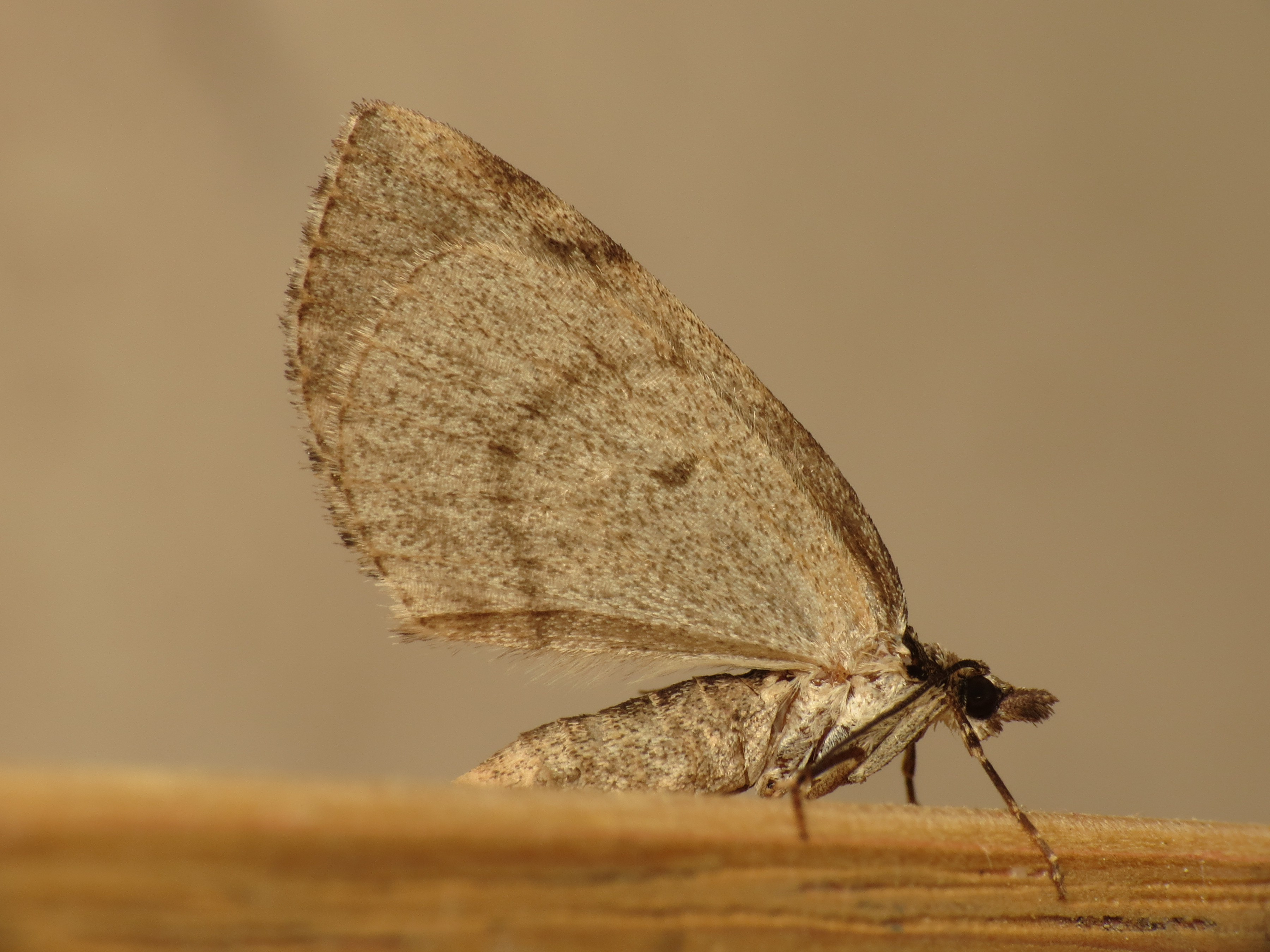
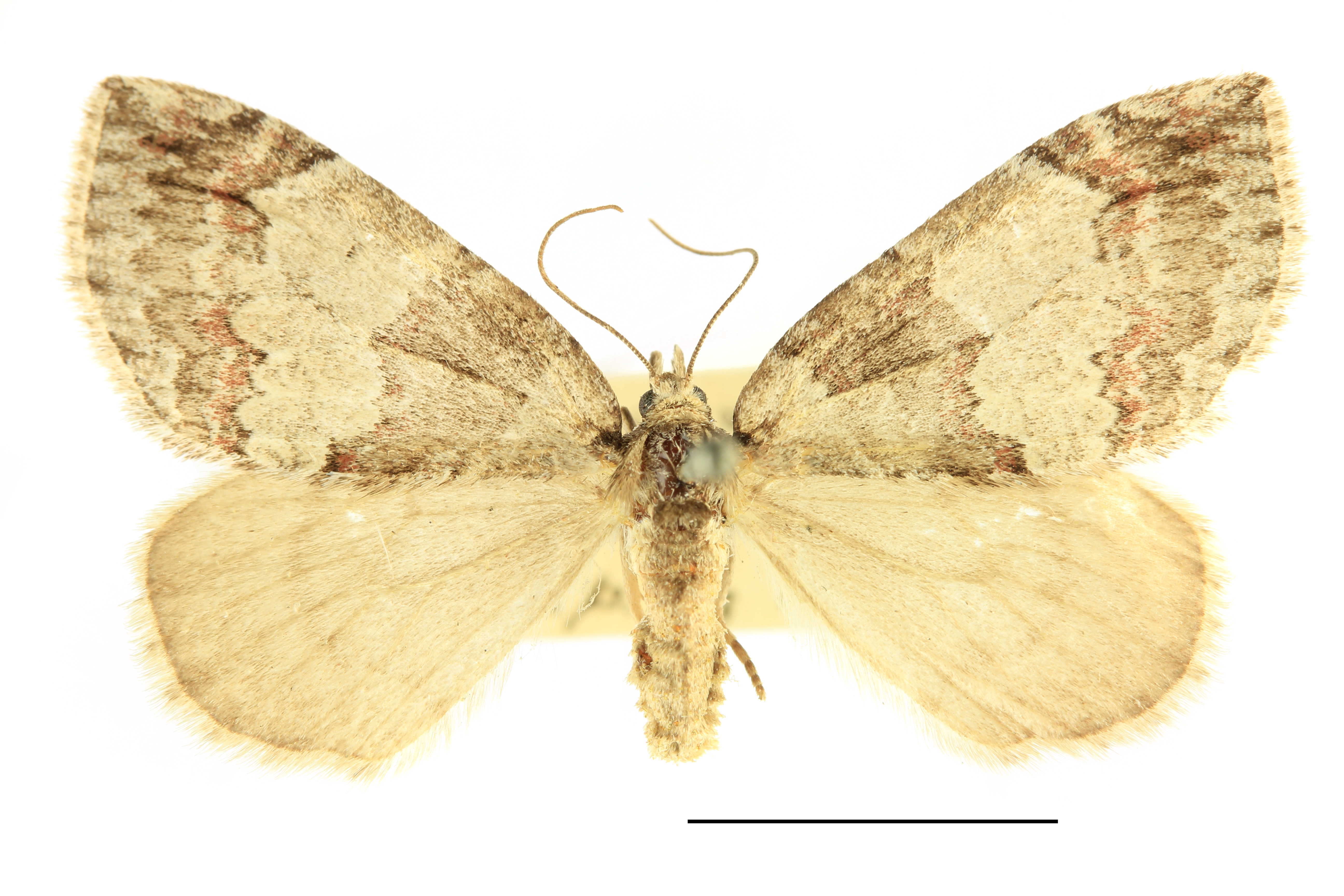
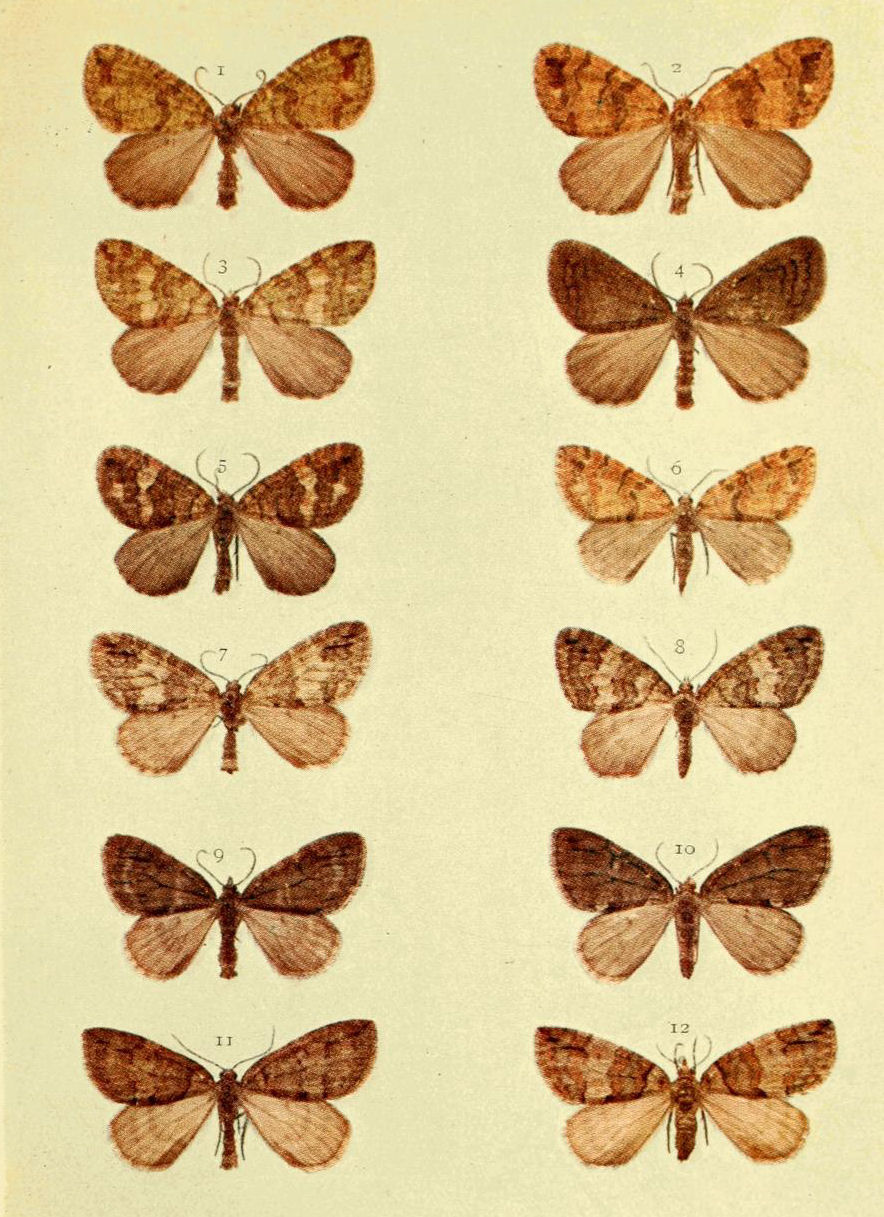